# Ручейское сельское поселение
Руче́йское се́льское поселе́ние — муниципальное образование в составе Усть-Кутского района Иркутской области. Административный центр — посёлок Ручей. На территории поселения находятся 4 населённых пункта — 2 посёлка, 1 село и 1 деревня. Общая численность населения — 1503. Число хозяйств — 564.
Образовано 31 декабря 2004 года. Включает земли четырёх населённых пунктов, находившихся ранее в Каймоновском сельсовете.
Глава администрации — Ольга Дмитриевна Воробьёва.

## Географические данные
Нахождение: западная часть Усть-Кутского района Иркутской области.
Граничит:
- на востоке — с Янтальским городским поселением
- на западе — с Нижнеилимским и Усть-Илимским муниципальными районами Иркутской области
- на севере — с Катангским районом Иркутской области
- с остальных сторон — с межпоселенческой территорией Усть-Кутского муниципального района

По территории поселения проходит железная дорога Тайшет — Лена и автомобильная дорога Р-419 Тулун — Братск — Усть-Кут. Лесовозные автодороги до посёлка Бобровки и деревни Максимово.
Находится на юго-восточной окраине Среднесибирского плоскогорья (Лено-Ангарское плато). По территории поселения протекает река Кута (долина извилистая, заболоченная), много родников. Бо́льшую часть территории занимает тайга.

## Населённые пункты
- посёлок Ручей
- посёлок Бобровка
- село Каймоново
- деревня Максимово

## Население
Численность населения поселения на начало февраля 2011 года составила 1503 человека (в 2009 году — 1513 человек). Рождаемость в 2010 году составила 18 чел., смертность — 30 чел. Естественная убыль — 12 чел. Кроме того, численность населения муниципального образования продолжает уменьшаться за счёт отрицательного сальдо миграции населения.
В структуре населения представлены:
- пенсионеры — 340 чел.;
- ветераны труда — 116 чел.;
- многодетные семьи — 24 семьи;
- труженики тыла — 14 чел.;
- ветераны боевых действий — 8 чел.;
- инвалиды — 75 чел.;
- дети в возрасте до 14 лет — 238 чел.

Ручейское сельское поселение единственное среди муниципалитетов Усть-Кутского района (за исключением его межселенной территории) включено в перечень мест традиционного проживания и традиционной хозяйственной деятельности коренных малочисленных народов Российской Федерации. Исторически земли поселения населяли эвенки, однако в настоящее время крупных национальных общин здесь нет.

## Экономика
В поселении работают предприятия:
- МП «Каймоновский ЛПХ» УКМО,
- участок АУ «Каймоновский лесхоз»,
- ООО «Стройбыт».

Основной вид деятельности — лесозаготовка и переработка древесины. В сфере обслуживания населения заняты 4 общества с ограниченной ответственностью и 8 индивидуальных предпринимателей.
Бюджет поселения в 2010 году:
- доходы — 8,265 млн рублей, в том числе собственные — 1,45 млн рублей;
- расходы — 8,203 млн рублей, в том числе на ЖКХ — 4,986 млн рублей;
- профицит бюджета — 62 тыс. рублей.

## Связь
Проводная телефонная связь, переговорный пункт в Ручье.
Спутниковые таксофоны в Бобровке, Максимове, Каймонове.
Сотовая связь в Ручье, Каймонове.
Почтовые отделения в Ручье (666771) и Каймонове (666773).

## Социальная сфера

### Образование
Три школы:
- средняя — в Ручье
- основная — в Бобровке
- начальная — в Каймонове. (Деятельность приостановлена в 2008-м году из-за отсутствия учащихся[5].)

Детский сад в Ручье. Запланировано строительство ещё одного детского сада в 2012—2013 годах.

### Медицина
Амбулатория и аптечный киоск в Ручье. Фельдшерско-акушерский пункт в Каймонове.

### Культура
Библиотека и дом культуры «Сибиряк» в Ручье.